# Мутланген
Мутланген (нем. Mutlangen) — город и коммуна в земле (государстве) Баден-Вюртемберг, в Федеративной Республике Германия (ФРГ). 

## История
Коммуна подчиняется административному округу Штутгарт. Входит в состав района Восточный Альб. Население составляет 6 561 человек (на 31 декабря 2010 года). Занимает площадь 8,78 км².